# Microsoft PixelSense
Microsoft PixelSense (codenaam Milan, voorheen Microsoft Surface) is een multitouchproduct van Microsoft. Deze is ontwikkeld als een software- en hardwarecombinatie die een gebruiker toestaat om content te bewerken door middel van menselijke bewegingen of objecten. Het werd geïntroduceerd op 25 mei 2007.

## Overzicht
Microsoft PixelSense is in essentie een Windows Vista (of hoger) computer in een tafel, waarvan het tafelblad een 76 cm reflecterend scherm is. Onder het scherm is een projector geplaatst die afbeeldingen kan projecteren op het scherm. Ook zitten er nog 5 camera's in die reflecties van infrarood licht die door vingers wordt weerkaatst kunnen waarnemen. De camera's kunnen ook voorwerpen waarnemen als deze zijn 'getagt'.
Gebruikers kunnen met de machine werken door middel van hun vingers. Ze kunnen dingen op het scherm aanraken en verplaatsen. Ook kunnen er voorwerpen gebruikt worden, zoals verfkwasten of kleine blokjes.
Door de 'tags' kan Pixel Sense ook glazen waarnemen. Dit kan handig zijn bij bijvoorbeeld wijn. Als de gebruiker zijn glas op de tafel zet herkent PixelSense automatisch de wijn en kan hier allerlei soorten informatie over weergeven.

## Specificaties
- PixelSense is een 76 cm (30") scherm in de vorm van een tafel. PixelSense is 56 cm hoog, 53 cm breed en 107 cm lang.
- PixelSense draait op een speciale versie van Windows Vista en heeft een Ethernet aansluiting, Draadloos 802.11 b/g en Bluetooth 2.0.
- Applicaties zijn geschreven met Windows Presentation Foundation of met Microsoft XNA.

PixelSense heeft de volgende specificaties:
- 2.13 GHz Intel Core TM 2 Duo Processor
- 2GB DDR2-1066 RAM
- 250GB SATA HD Drive